# Sophie Raux
 (mars 2023).
Sophie Raux, née en 1962 en France, est une professeure d'histoire de l'art à l'université de Lyon 2 et directrice du Laboratoire de recherche historique Rhône-Alpes,. Elle est également historienne, spécialiste de l'art moderne. Elle est lauréate du prix Delphin-Petit en 2021.

## Biographie

### Parcours professionnels
Sophie Raux, a obtenu un doctorat de l'Université Lille 3 en 1993. Elle a soutenu une habilitation à diriger des recherches à l'université Jules Verne de Picardie en 2015. Elle est, depuis 2021, directrice du Laboratoire de recherche historique Rhône-Alpes (LARHRA) et professeure en histoire de l'art à l'université  Lumière Lyon2 depuis 2016.

### Fonctions diverses
Sophie Raux  est membre :
- l'Advisory Committee du Belgian Research Action through Interdisciplinary Networks – BRAIN-BE programme -Be 2.0, Pillar 2 Heritage Science, piloté par le  Belgian Science Policy Office (BELSPO - Bruxelles)[3]
- du Comité d'orientation stratégique de l'Equipex ESPADON (Fondation des Sciences du Patrimoine). Elle organise dans ce cadre l'édition 2024 du Comité international d’histoire de l’art (CIHA)[4].
- du conseil scientifique de la collection Gouden Eeuw: New Perspectives on Dutch seventeenth-century Art, éditions Brepols (Turnhout)
- du comité éditorial de la collection Studies in the History of Collecting and Art Markets, éditions Brill (Leyde)
- de la section 33 du Comité national de la Recherche Scientifique[3]

Sophie Raux a été maître de conférences à l'université de Lille de septembre 1994 à août 2016. De septembre 2017 à juillet 2018, elle a aussi été co-directrice du thème annuel de recherche dans le Centre allemand d'histoire de l'art à Paris (DFK Paris).

## Publications
Ses publications sont :
- Sophie Raux et al. (dir.), Watteau, Gersaint et le pont Notre-Dame à Paris au temps des Lumières : Les enjeux d’une restitution numérique, Villeneuve d'Ascq, Presses Universitaires du Septentrion, (à paraître 2021)[5]
- (en) Sophie Raux, « The Game of Art and Chance. Lottery, Fortuna and Fatum in the Low Countries (16th-17th. C.) », dans Ovanes Akopyan (dir.), Fate and Fortune in the Renaissance, Leyde, Brill (sous presse)
- (en) Sophie Raux, Lotteries, Art Markets, and Visual Culture in the Low Countries (15th-17th centuries), coll. « History of Collecting & Art Markets », Leyde, Boston, Brill, 2018[6]
- (en) Sophie Raux, Virtual Explorations of an 18th-Century Art Market Space: Gersaint, Watteau, and the Pont Notre-Dame”, Journal 18, Issue 5 Coordinates (printemps 2018)[7]
- Daniel Dubuisson et Sophie Raux (éd.), À perte de vue. Les nouveaux paradigmes du visuel, coll. Perceptions, Dijon, Presses du réel, 2015, 440 p.[8]
- (en) Sophie Raux, Carlo A. Célius et Riccardo Venturi, « Interview with James Elkins », Perspective, no 2,‎ 2015, p. 11-20.
- (en) Sophie Raux, « Visualizing spaces, flows, agents and networks of the Art Markets in the 18th century: some methodological challenges », Artl@s Bulletin, vol. 2, no 2,‎ 2013, p. 26-37.
- Sophie Raux, « L’église comme « salon continuel » de la peinture. L'exemple de la commande de l'abbaye de Marchiennes à Cazes, Vien, Pierre et Restout », Revue de l’Art, vol. 2, no 176,‎ 2012, p. 19-31.
- Sophie Raux et Daniel Dubuisson, « Entre l’histoire de l’art et les visual studies : mythe, science et idéologie », Histoire de l’art, no 70,‎ 2012, p. 95-103.
- Neil De Marchi et Sophie Raux (éd), Moving Pictures. Intra-European Trade in Images, 16th-18th centuries, coll. Studies in European Urban History, 34, Turnhout, Brepols, 2014, 324 p.[9]

## Sollicitations

### Autres participations
- Collaboration à l'exposition Antoine Watteau, Kunst, Markt Gewerbe, Schloss Charlottenburg, Berlin, (octobre 2021-janvier 2022). Il s'agit de développer un dispositif numérique avec l'équipe du projet de restitution du pont Notre-Dame pour étudier l'art d'une nouvelle façon[10].
- Village des Sciences, organisé dans le cadre des 80 ans du CNRS, au musée des Confluences à Lyon,  3-6 octobre 2019. Animations et démonstrations autour de la restitution du pont Notre-Dame en 5D.
- Participation à l’exposition Le Couloir du temps. La Science au service du patrimoine, organisée par le CNRS en partenariat avec la RATP, dans le couloir de la station de métro Montparnasse-Bienvenue à Paris, 9 septembre-10 novembre 2015[11].

### Distinctions
En 2021, Sophie Raux est lauréate du prix Delphin-Petit. Ce prix récompense des scientifiques et des artistes qui ont marqué la vie culturelle ou scientifique de Lille et de sa région.